# Allington (Kent)
Allington – wieś w Anglii, w hrabstwie Kent, w dystrykcie Maidstone. Leży 3 km na północny zachód od miasta Maidstone i 50 km na południowy wschód od centrum Londynu. W 2015 miejscowość liczyła 7030 mieszkańców.